# USS Independence (CVL-22)
O USS Independence (CVL-22) é um porta-aviões da Marinha dos Estados Unidos, pertencente a Classe Independence.